# Йоганн Христоф Деннер
Йога́нн Хри́стоф Де́ннер (нім. Johann Christoph Denner; 13 серпня 1655 — 26 квітня 1707) — німецький музичний майстер, винахідник кларнета.
Деннер народився в сім'ї токаря Генріха Деннера, що займався також виготовленням і налаштуванням духових музичних інструментів. У 1666 році батько й син переїхали до Нюрнберга, де в 1678 році молодий Деннер відкрив першу фабрику з виробництва інструментів. Надалі сімейну справу продовжили сини Іоганна Деннера — Якоб і Іоганн Давид. До наших днів збереглося 68 інструментів, автором яких вважається Деннер.
Пройшовши
прекрасну школу у свого батька, Йоганн Христоф виявився неймовірно талановитим
і вдумливим майстром. Один з біографів назвав його «не лише дивним, але й обдарованим музично». Найбільше Деннера цікавило удосконалення
існуючих музичних інструментів — він невпинно працював над їх звучанням, удосконалюючи їхню темперованість.
Найбільшу популярність Деннер здобув як винахідник кларнета. З 1680-х років він працював над удосконаленням конструкції старовинного духового інструмента — шалюмо, і близько 1690 року в ході експериментів отриманий новий інструмент, названий кларнетом.
Деннер насамперед вніс декілька змін до будови інструмента: прибрав трубочку, де містився
пищик, і замінив внутрішній язичок очеретяною пластинкою — тростиною, яка
прикріплялася до дерев'яного мундштука. По суті це був спосіб видобування
звуку, який існує й донині. Правда, перший час мундштук не відділявся від
корпусу інструмента, а складав з ним єдине ціле, причому тростина торкалася
не нижньої губи, а верхньої, бо мундштук був перевернутий тростиною вгору.
Постановка була змінена й тростину стали кріпити до
нижньої частини мундштука. Завдяки цьому з'явилася можливість, змінюючи тиск
губ на тростину, впливати на якість одержуваного звуку, стежити за
інтонацією. Атака звуку стала більш чіткою й визначеною, оскільки вимова
виконавця безпосередньо стала визначатися силою натиску на тростину. На
кларнеті Деннера права рука виконавця перебувала на верхньому коліні, а ліва
на нижньому, тобто в абсолютно протилежному положенні в порівнянні з сучасною
постановкою.
Відмовившись від камери, в
якій знаходилася тростина, і вирішивши питання про звуковидобування, Деннер
повинен був вирішити друге завдання, пов'язане з розширенням діапазону
інструмента. На духових інструментах для збільшення діапазону широко застосовується
спосіб передування. Більш сильний повітряний струмінь вдувався в інструмент, і це давало звук, вищий на октаву. Якщо напругу струменя повітря посилити, то
можна отримати звуки на дуодецими вище основних (октава + квінта). Деннер
пішов цим шляхом, але зіткнувся з тим, що шалюмо виявився інструментом, на
якому не існувало октавного передуву. Тоді Деннер збільшив число ігрових отворів
від шести до восьми й таким чином отримав одразу серію додаткових звуків: фа,
соль, ля, сі малої октави й до, ре, мі, фа, соль першої октави. Надалі він
зробить ще два отвори (одне з них на тильній стороні інструменту) і забезпечив
їх клапанами. За допомогою цих клапанів він зміг отримати звуки ля і сі першої
октави. Експериментуючи і спостерігаючи Деннер прийшов до цікавого висновку: якщо відкрити другий з нововведених клапанів, то передування на дуодецими стає
цілком зручним і виконуваним. Це було вирішальним моментом, що перетворив
шалюмо в кларнет. Діапазон кларнета досяг трьох октав. Правда, звучання ще
було нерівним, всі регістри мали різний тембр. Ряд звуків кларнета, отриманих шляхом передування на дуодецими відрізнявся різкістю і навіть
пронизливістю, що нагадувало звучність старовинної труби, що виконувала
партію кларіно. А так як у кларнета до 1701 вже з'явився розтруб на зразок
трубного, то все разом узяте дало інструменту назву, що походить від труби — кларіно, а саме — зменшувальне італійське clarnetto, що українською — кларнет.
Деякі музичні історики заперечують пріоритет
Деннера у винаході кларнета, а також оскаржують і саму дату появи цього
інструмента. Єдиний кларнет, що зберігся і вважається роботою самого Деннера, зберігається в Каліфорнійському університеті в Берклі, другий існуючий інструмент був втрачений під час Другої світової війни. Перша ж згадка про кларнет у пресі, що збереглася, датована 1710 роком, тобто три роки після смерті Деннера.